# うえのドイツ文化村

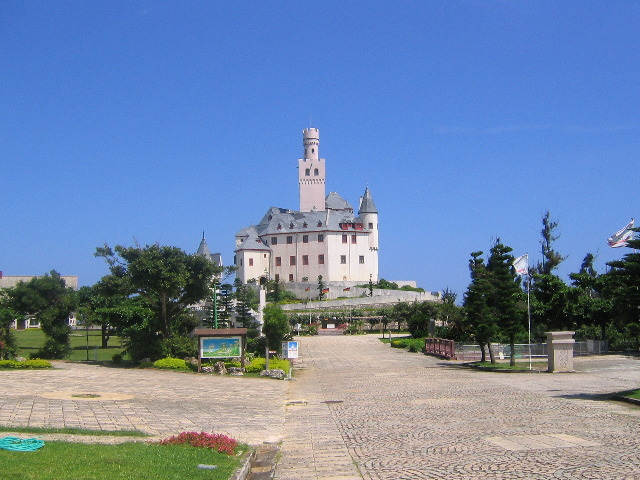
うえのドイツ文化村 博愛記念館

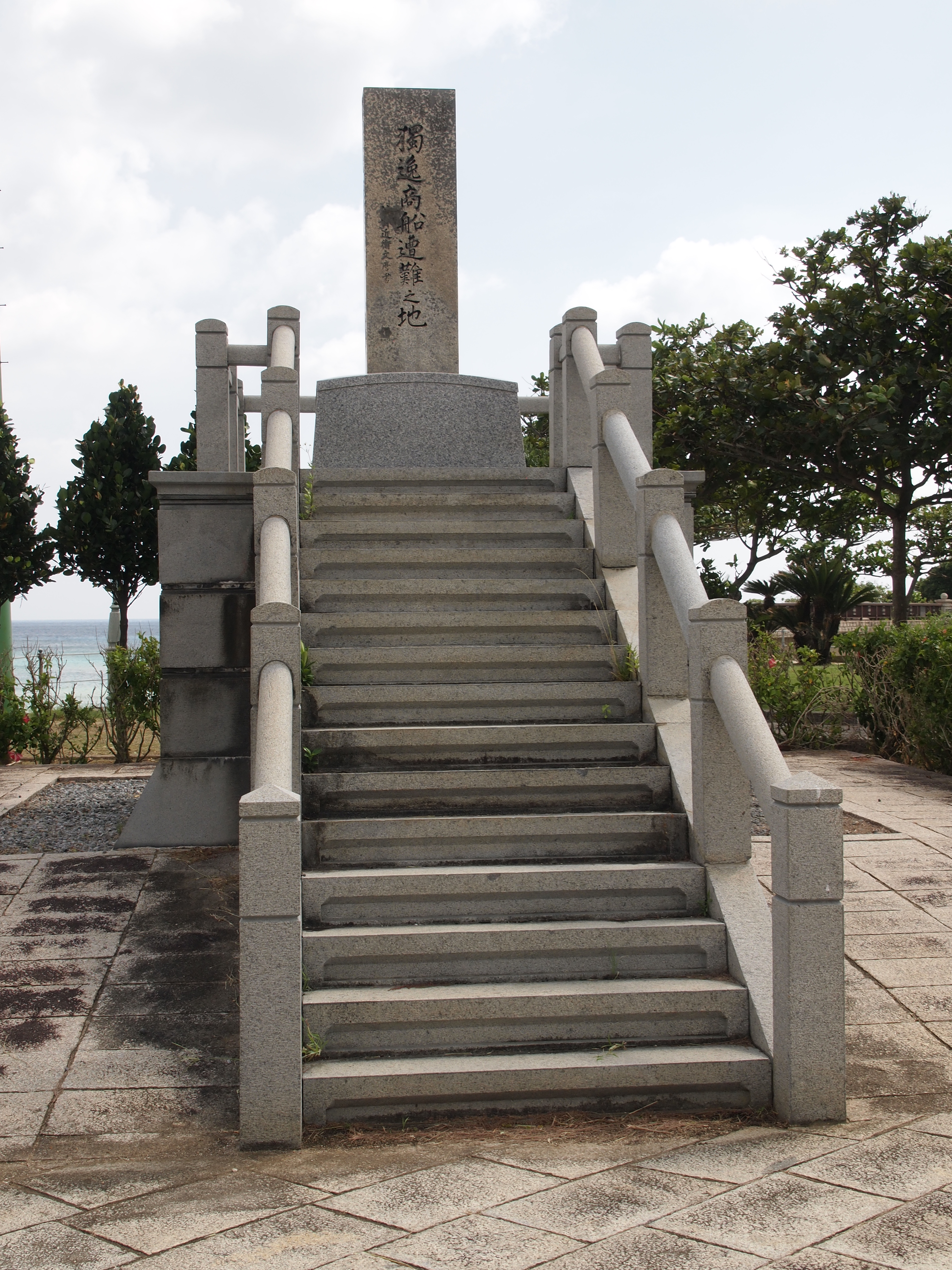
独逸商船遭難の地の碑

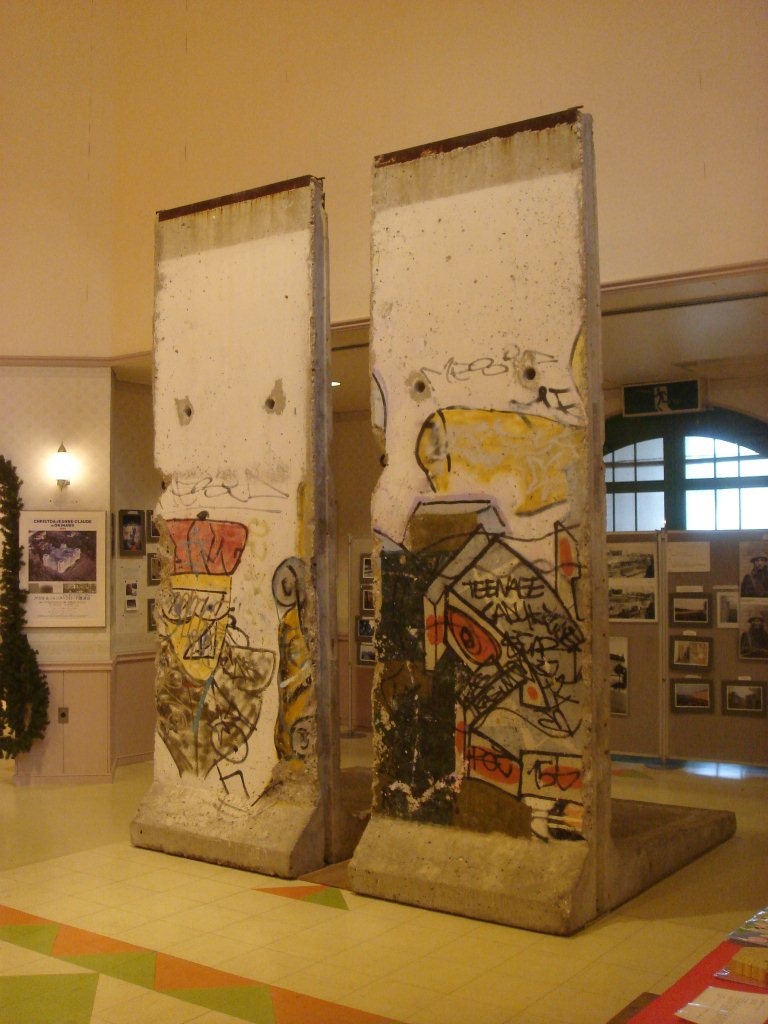
所蔵のベルリンの壁

うえのドイツ文化村（うえのドイツぶんかむら）は、沖縄県宮古島市上野にあるテーマパーク。旧上野村とドイツとの交流の歴史（#歴史参照）を背景として建設された。ドイツ文化をテーマとしている。

## 概要
ライン川を見下ろす古城マルクスブルク城を模した博愛記念館を中心に、宿泊施設、子ども向け施設（キンダーハウス）、レストランなどがある。
2000年には沖縄における九州・沖縄サミットに出席したゲアハルト・シュレーダードイツ首相（当時）も訪れるなど、日独の文化交流の拠点となった。
建設費用はふるさと創生資金から充てられた。

## 施設
博愛記念館は、2-3階にマルクスブルク城の内部が再現されており、8階には展望室が設けられている。
キンダーハウスでは、グリム童話に関する資料や、くるみ割り人形等のドイツのおもちゃを展示。また、寄贈された2枚のベルリンの壁を展示している。壁は高さ4.3メートルのコンクリート製、西ベルリン側（正面）には大きな落書きがある。底部は東ベルリン側がより長くL字形になっており、底を掘っての逃亡を困難としている。この壁は東ドイツ通商公社が共産軍基地内に保管していた、ベルリン分断の象徴となったブランデンブルク門前に設置されていた無傷の壁52個の中から選んだものである。

## 歴史
- 1873年（明治6年）7月 - ドイツの商船エル・イ・ロベルトソン号が旧宮古郡下地村宮国沖で台風のため座礁した。座礁を知った宮国の住民たちは、荒波の中へ小さな船で漕ぎ出し、船長と乗組員を救助。住民による看護と生活扶助などから、船長他乗組員は約1ヶ月後にドイツに帰国した。
- 1876年（明治9年） - これに感動した当時のドイツ皇帝ヴィルヘルム1世は、軍艦チクローブ（ドイツ語版）号を派遣し、宮古島市漲水港（平良港）近くにドイツ皇帝碑文碑（博愛記念碑）を設置、除幕式等が行われた。
- 1931年（昭和6年）8月 - 新たに甚大な台風被害が宮古を襲う。この台風の影響で住居8割と小学校11校等が損壊、人命の犠牲と負傷者も発生し、船舶、農業等への被害は極めて甚大であった。
- 1933年（昭和8年） - 沖縄県宮古支庁は、1931年（昭和6年）の台風被害からの復興を著した「沖縄県宮古郡災害復興記念誌」を編纂、その中で過去の災害復興の象徴としてドイツ皇帝碑文碑も見直される。
- 1936年 （昭和11年）- 駐日ドイツ大使らを来賓とした「独逸皇帝感謝碑六十周年記念式典」が催され、近衞文麿の筆による「独逸商船遭難の地の碑」が建立。これが現在の文化村内に設置されている。
- 1937年（昭和12年） - ロベルトソン号救助が災害や天変地異において協力する逸話として尋常小学修身書の「博愛」の項に掲載、翌年に盲学校初等部修身書（巻四）でも指導された。
- 1987年（昭和62年） - 上野村（現宮古島市）がドイツ文化村の建築構想を策定。
- 1996年（平成8年） - 完成、グランドオープン。
- 2000年（平成12年） 九州・沖縄サミットに出席したゲアハルト・シュレーダードイツ首相が訪問。
- 2001年（平成13年）受賞名「うえのドイツ文化村（村営住宅）」で、平成13年度国土交通省手づくり郷土賞（地域整備部門）受賞。
- 2003年 （平成15年）9月 - 博愛パレス館が台風14号の風雨・高波で被害を受け、上野村は修繕費用がないことを理由に同館を閉鎖した[3]。
- 2017年 （平成29年）12月13日 - 宮古島市議会で、質問に答えた副市長は、博愛パレス館は老朽化が進み使用できないが、「購入を希望する企業もあるので、売却も視野にドイツ村全体の鑑定評価業務を実施している」と答弁した[3]。

## 交通
- 自動車
  - 宮古空港から約15分
  - 平良港から約30分
- 路線バス - 宮古協栄バス・新里宮国線（系統5）で宮国公民館前停留所下車、徒歩約10分[4]。